# 聖胡阿納

聖胡阿納（西班牙語：Santa Juana），是智利的城市，位於該國中部比奧比奧大區的比奧比奧省，始建於1626年3月8日，面積731平方公里，海拔高度7米，2012年人口13,228人，人口密度每平方公里18人。